# Stare Miasto (powiat koniński)
Stare Miasto – wieś w Polsce położona w województwie wielkopolskim, w powiecie konińskim, siedziba gminy Stare Miasto. Przez środek miejscowości przepływa rzeka Powa.
Wieś królewska starostwa konińskiego, pod koniec XVI wieku leżała w powiecie konińskim województwa kaliskiego. W latach 1975–1998 miejscowość należała administracyjnie do województwa konińskiego.

## Położenie
Stare Miasto położone jest nad rzeką Pową, na południowy zachód od Konina.
Przez wieś przebiega droga krajowa nr 25 relacji Ostrów – Kalisz – Konin – Bydgoszcz. W odległości około 2 km na południe od wsi znajduje się węzeł drogowy Modła, łączący drogę nr 25 z autostradą A2 relacji Berlin – Warszawa.

## Historia
Na terenie wsi w XII i XIII w. znajdowało się duże osiedle rzemieślniczo-handlowe, będące głównym ośrodkiem konińskiego zespołu osadniczego. O jego miejskim charakterze świadczy zachowana częściowo do dzisiaj siatka ulic z prostokątnym rynkiem. Upadek znaczenia osady nastąpił w końcu XIII w. Jego przyczyną był rozwój osiedla położonego przy przeprawie przez Wartę w miejscu obecnej konińskiej starówki. Nazwa Stare Miasto występuje po raz pierwszy w dokumencie z 1359 r. W następnych wiekach wieś, wraz z istniejącym na jej terenie folwarkiem, była własnością królewską należącą do starostwa konińskiego.
27 marca 1866 r. w Starym Mieście urodził się Marian Leon Fulman, późniejszy biskup lubelski, pierwszy Wielki Kanclerz Katolickiego Uniwersytetu Lubelskiego.
W czasach Polski Ludowej, od początku lat 70. do grudnia 1985 roku przez miejscowość przebiegała droga państwowa nr 144.

## Zabytki
- Kościół par. pw. św. Piotra i Pawła, XIII–XIV w., ok. 1800, 1907. Kościół romański wzniesiono prawdopodobnie na początku XIII w. W XIV w. rozbudowano go w stylu gotyckim. Obecnie stanowi kaplicę zbudowanego w 1907 r. kościoła neoromańskiego.
- Cmentarz rzymskokatolicki, nieczynny, k. XVIII.
- Cmentarz choleryczny, 1852.[8]

## Instytucje
- jednostka Ochotniczej Straży Pożarnej[9];
- Szkoła Podstawowa im. gen. Józefa Bema[10];
- Komisariat Policji[11];
- Niepubliczny Zakład Podstawowej Opieki Zdrowotnej „MEDICUS”[12];
- Biblioteka Publiczna Gminy Stare Miasto im. Prof. Joanny Papuzińskiej[13];
- Orkiestra Staromiejska[14];
- Zespół Mażoretki Sigma[15];
- Uczniowski Klub Sportowy „POWA”;
- Klub Sportowy TEAM Stare Miasto;
- Uczniowski Klub Sportowy „TRÓJKA”;
- Klub Sportowy „WARTA” Rumin[16].

## Demografia
Poniższa demografia posiada dane z 2021
| Opis                                | Ogółem | Ogółem | Kobiety | Kobiety | Mężczyźni | Mężczyźni |
| ----------------------------------- | ------ | ------ | ------- | ------- | --------- | --------- |
| Jednostka                           | osób   | %      | osób    | %       | osób      | %         |
| Populacja                           | 3208   | 100    | 1591    | 49,59   | 1617      | 50,41     |
| Wiek przedprodukcyjny (0–17 lat)    | 700    | 21,82  | 327     | 10,19   | 373       | 11,63     |
| Wiek produkcyjny (18–65 lat)        | 1988   | 61,97  | 942     | 29,36   | 1046      | 32,61     |
| Wiek poprodukcyjny (powyżej 65 lat) | 520    | 16,21  | 322     | 10,04   | 198       | 6,17      |